# Igapó-Wald

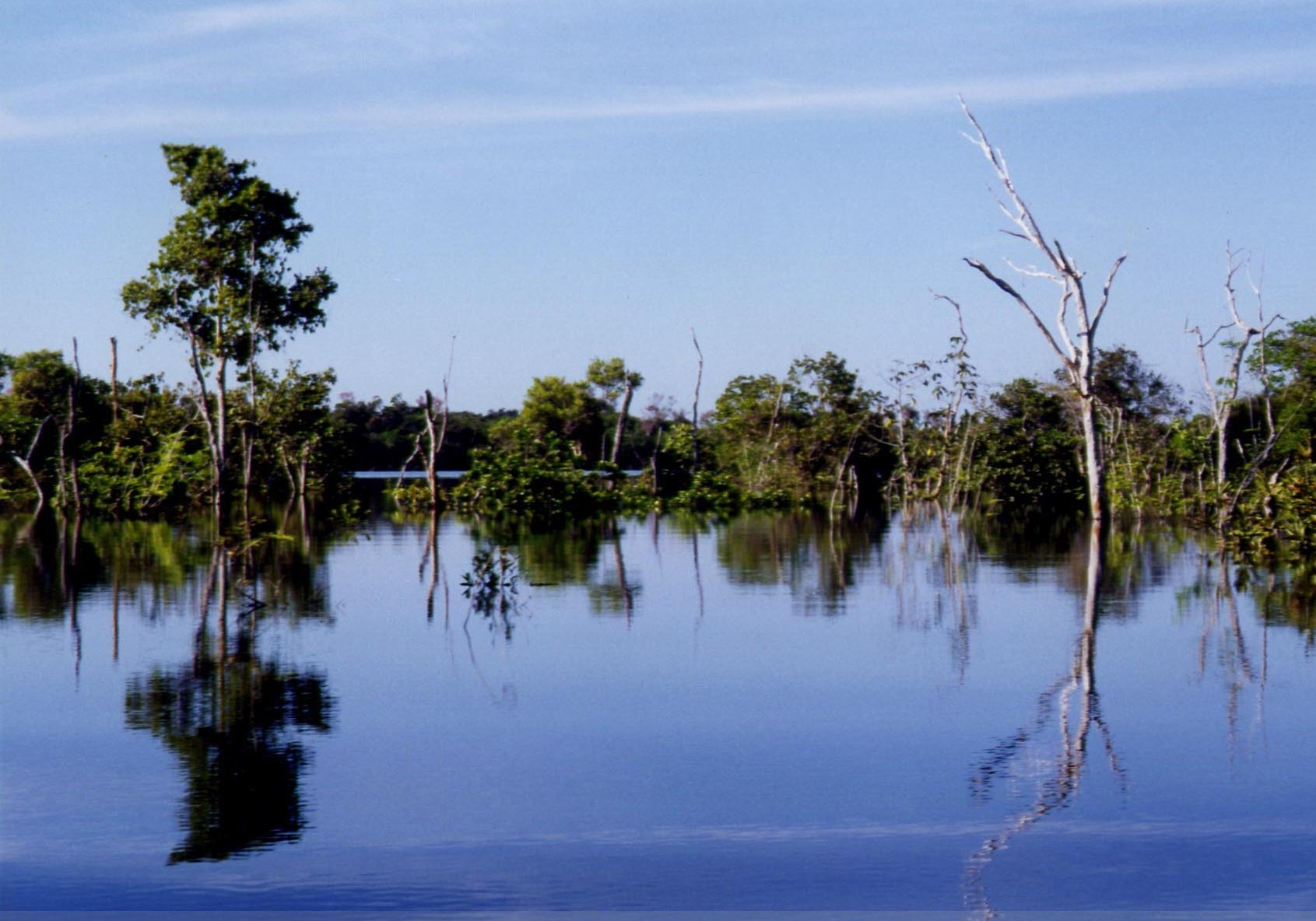
Igapó im Bundesstaat Amazonas (Brasilien)

Als Igapó-Wald oder kurz Igapó wird das Auwald-Ökosystem des immergrünen tropischen Regenwaldes genannt, der in den Auen entlang der nährstoffarmen, huminsäurereichen Schwarzwasserflüsse Amazoniens sowie im Mündungsdelta des Amazonas regelmäßig überflutet wird. Die Krautschicht ist wegen der lang anhaltenden Überschwemmungen nur gering ausgebildet. Im Igapó sind die Bäume niedriger als in den nicht überschwemmten Terra-Firme-Wäldern oder den Várzea-Wäldern im Überschwemmungsbereich der Weißwasserflüsse.

## Nachweise
1. ↑  Várzea und Igapó (Memento vom 14. Januar 2013 im Webarchiv archive.today). In: Axel Borsdorf und Hannes Hoffert: Website Naturräume Lateinamerikas. Institut für Geographie der Universität Innsbruck, abgerufen am 21. Mai 2009.